# Delitto d'amore
Delitto d'amore è un film del 1974 diretto da Luigi Comencini, presentato in concorso al 27º Festival di Cannes.

## Trama
Nullo Bronzi e Carmela Santoro lavorano nello stesso stabilimento nei pressi di Milano. Alla dura vita della fabbrica si aggiungono le ancor più dure condizioni in cui vive la famiglia di Carmela. I due si innamorano e quindi si fidanzano, ma dal loro rapporto emergono le loro opposte mentalità: quella di Nullo, senza fede, anarchica e libertaria, e quella di Carmela, legata alla sua origine meridionale, condizionata dalla famiglia, in particolare dal fratello retrogrado e violento, e da una religiosità superstiziosa.
I due si sposano in extremis con un matrimonio civile, tuttavia Carmela muore subito dopo per le esalazioni chimiche a cui era stata esposta sul posto di lavoro.

## Luoghi delle riprese
Il film venne girato tra Milano (quartieri Gallaratese e Bovisa ) e Pioltello . Molte scene del film vennero girate nel 1973 a Cinisello Balsamo. Le scene ambientate nelle corti sono state girate in alcuni vecchi edifici, oggi non più esistenti, che costituivano il nucleo storico di Balsamo. Di esso, appare inoltre la Chiesa di San Pietro Martire, ancora attuale luogo di culto del quartiere. 

## Galleria d'immagini

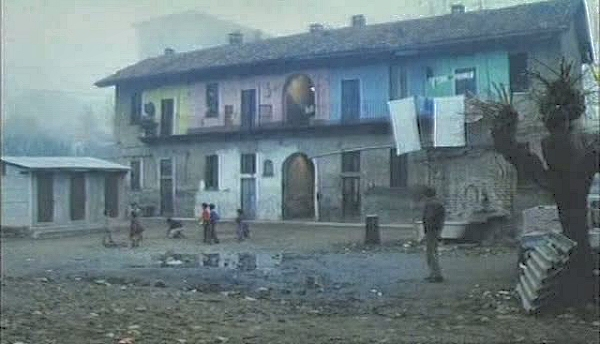
Balsamo, la vecchia corte in cui fu girato il film
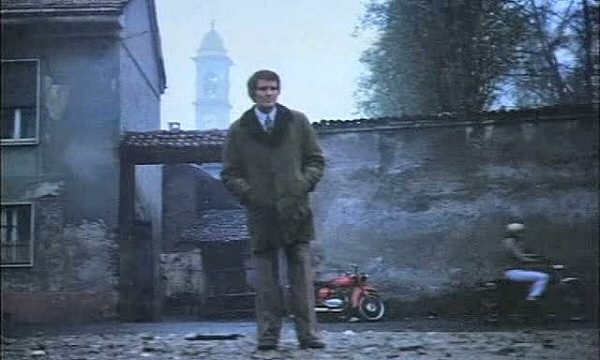
Giuliano Gemma davanti al campanile di Balsamo
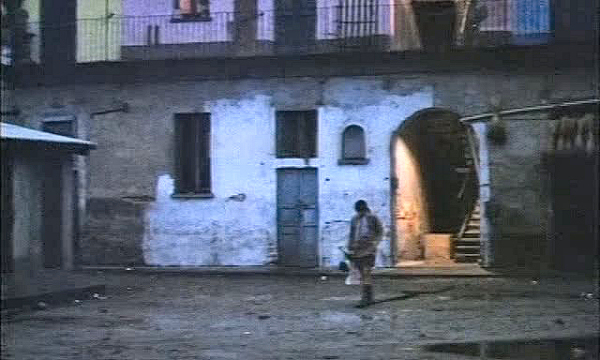
Stefania Sandrelli che esce dalla vecchia corte